# Hélène Desportes
Hélène Desportes est souvent citée en tant que premier enfant blanc né en Nouvelle-France. Il y a toutefois débat sur son année de naissance (les deux années les plus citées étant 1613 et 1622) et sur le fait qu'elle est née au Québec ou avant l'arrivée de ses parents sur le continent nord-américain.
Ses parents sont les habitants français Pierre Desportes (1580 - après 1629), chef du dépôt de Québec ainsi que boulanger, et Françoise Langlois (circa 1595 - après 1629). Le père de Françoise est avocat au Parlement de Paris et un actionnaire dans la compagnie des cent-associés ayant financé la colonie de Samuel de Champlain. Sa marraine est Hélène Boullé, femme de Champlain, qui aurait donné 300 livres à Hélène Desportes dans son testament.
Après la prise de Québec par les Anglais en 1629, Hélène et ses parents sont déportés à Londres, puis en France. Peu après le retour de la paix en 1632, Hélène revient à Québec, possiblement avec Champlain (dont on connaît la date de retour, 16 mai 1633).
Le 1er octobre 1634 Hélène épouse Joseph Guillaume Hébert, fils de Louis Hébert et Marie Rollet. La famille de Guillaume est restée à Québec lors de l'occupation et tenait la première ferme y fondée. Son père Louis aurait fait partie des premières expéditions à Port-Royal avec Champlain et d'autres.
Après la mort de Guillaume en 1639, Hélène se trouve seule avec trois enfants. Le 9 janvier 1640 elle épouse à Québec Noël Morin, natif de Brie-Comte-Robert, près de Paris. Ils ont 12 enfants.
Ayant donné naissance seule à 19 de ses propres enfants, Hélène apprend le métier de sage-femme. Deux de ses filles le seront également.

## Hommages
La rue Desportes a été nommée en son honneur, dans la ville de Québec, en 1985.